# Infantile kortikale Hyperostose
Die Infantile kortikale Hyperostose ist eine seltene bei Säuglingen und Kleinkindern auftretende selbst limitierende Erkrankung mit den Hauptmerkmalen Weichteilschwellung, Fieber, kortikale Verdickung, und umschriebener Überempfindlichkeit der Haut. Hauptsächlich betroffen sind lange Röhrenknochen, Rippen, Unterkiefer, Schulterblatt und Schlüsselbeine.
Es handelt sich um einen entzündlichen Prozess ungeklärter Ursache.
Synonyme sind: Caffey-Silverman Krankheit; Morbus Caffey-Silverman; Caffey-Krankheit; Caffey-Silverman Syndrom; lateinisch Hyperostosis corticalis infantilis; englisch Caffey disease
Die Erstbeschreibung stammt aus dem Jahre 1930 durch den Heidelberger Arzt Georg Roske.
Die Namensbezeichnung bezieht sich auf den Erstautor der Erstbeschreibung im Jahre 1945 (und 1946) durch den US-amerikanischen Kinderarzt und Begründer der Kinderradiologie John Caffey (1895–1978) und den Neonatologen William Aaron Silverman (1907–2004).
Die Erkrankung ist nicht zu verwechseln mit dem Kenny-Caffey-Syndrom, einer Skelettdysplasie.

## Einteilung
Es gibt sowohl familiär gehäufte als auch sporadisch auftretende Formen. Es kann ein autosomal rezessiver Typ I von einem autosomal dominanten Typ II unterschieden werden.
Klinisch kann zwischen einer vorgeburtlich (pränatal) auftretenden und einer frühkindlichen (infantilen) Form unterschieden werden. Erstere ist selten und zeigt einen ungünstigeren Verlauf.

## Vorkommen
Die Infantile kortikale Hyperostose wird als eine seltene Erkrankung beschrieben. Bislang wurde über weniger als 100 bis einige 100 Betroffene berichtet.  Allerdings wird ebenso ein Vorkommen bei 3 von 1000 Kindern angenommen. Das würde der Einordnung als seltene Erkrankung widersprechen. Es wird vermutet, dass die Infantile kortikale Hyperostose bei leichten Verläufen und aufgrund der häufigen Spontanremission möglicherweise in vielen Fällen nicht diagnostiziert wird.
Die familiäre Form scheint früher aufzutreten und liegt bereits bei Geburt in 24 % vor (mittleres Manifestationsalter knapp 7 Wochen). Ein Geschlechtsunterschied besteht nicht.

## Ursache
Pathologisch findet sich eine Veränderung am Periost, betroffen sind häufig der Ober- oder Unterkiefer oder die Ulna, seltener die Tibia oder das Schlüsselbein.
Der autosomal-dominanten Form liegen Mutationen im COL1A1-Gen auf Chromosom 17 Genort q21.33 zugrunde, welches für das Alpha-1-Typ-I-Kollagen kodiert. Mutationen in diesem Gen sind an einer Reihe weiterer Erkrankungen beteiligt wie Ehlers-Danlos-Syndrom Arthrochalasie Typ, Osteogenesis imperfecta Typen I–IV.
Allerdings konnte bei einigen Betroffenen kein entsprechender Mutationsnachweis geführt werden, so dass es weitere Formen geben dürfte.

## Klinische Erscheinungen
Die Erkrankung kann bereits vor der Geburt vorliegen oder tritt in den ersten Lebensmonaten auf mit plötzlichem Beginn und derber Verdickung und Überempfindlichkeit der Haut ohne Rötung. Auch Unruhe und Appetitlosigkeit sind häufig. Die Veränderungen sind meist asymmetrisch und können an mehreren Stellen auftreten und lösen sich bis zum 2. Lebensjahr spontan wieder auf.
Fast immer (70–90 %) ist der Unterkiefer betroffen, das Schulterblatt in 20–30 %.
Bei der seltenen pränatalen Form, die schon vor der 35. Schwangerschaftswoche nachweisbar ist, kommt es zur Verbiegung langer Röhrenknochen, Polyhydramnion und Atemnotsyndrom des Neugeborenen.

## Diagnose

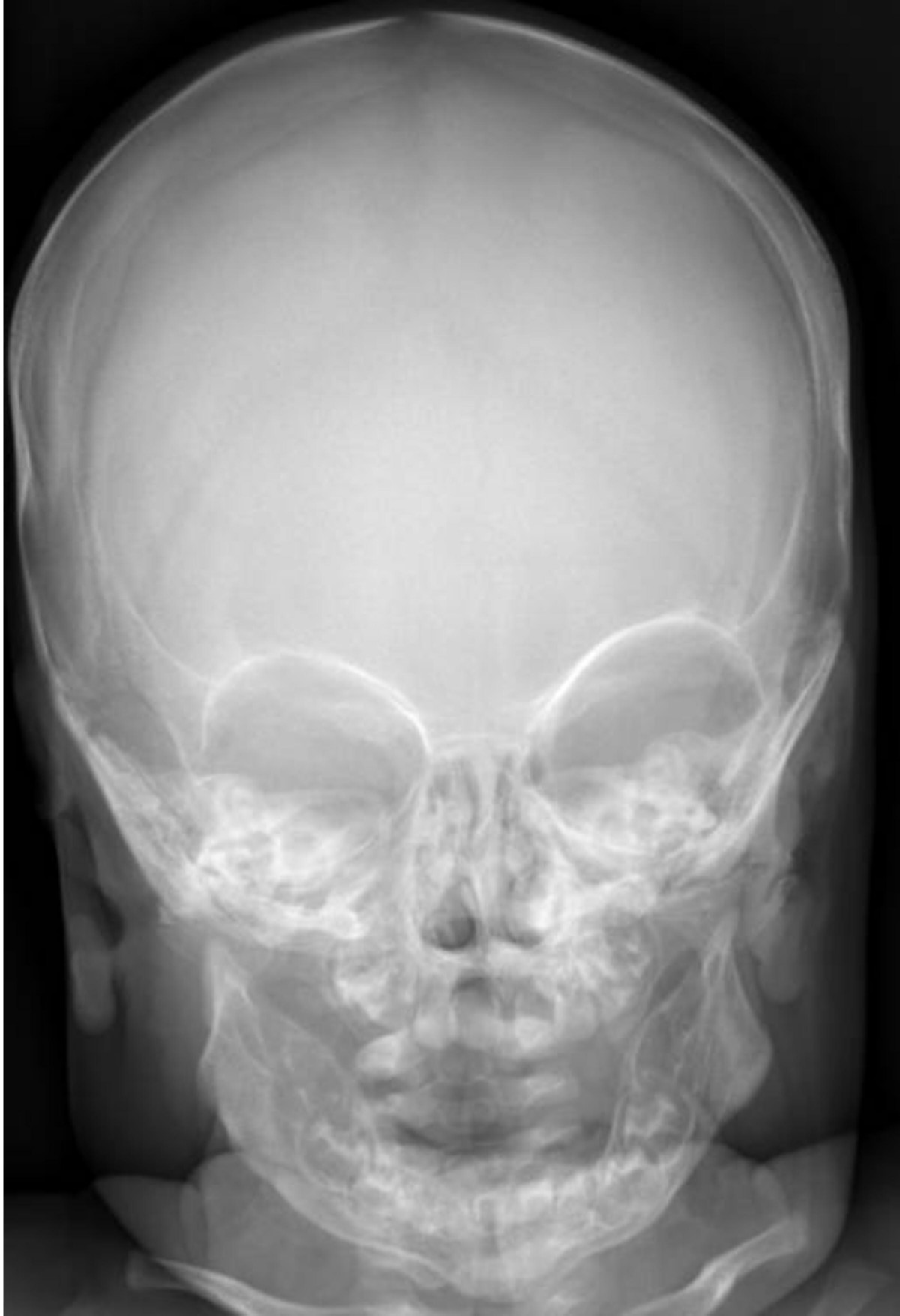
Das Röntgenbild des Schädels zeigt eine massive Sklerose des Knochens mit signifikanter kortikaler Hyperostose und Vergrößerung der Mandibula durch sekundäre kortikale Knochenneubildung.

Mitunter kann auch bei der autosomal-dominanten Form mittels Feinultraschall bereits gegen Ende der Schwangerschaft eine Hyperostose entdeckt werden.
Der klinische Befund bei der körperlichen Untersuchung gilt als charakteristisch.
Im Röntgenbild findet sich umschrieben in der betroffenen Region eine massive Kortikalisverdickung durch periostale Apposition. In der Kernspintomographie kann die Ausdehnung der Entzündungsreaktion in den angrenzenden Weichteilen und im Knochenmark nachgewiesen werden. Blutuntersuchungen können abnormal hohe Werte für Alkalische Phosphatase, C-reaktives Protein und Immunglobulin sowie eine beschleunigte Blutsenkungsreaktion und eine Leukozytose ergeben.

## Differential-Diagnose
Abzugrenzen sind:
- Osteomyelitis
- Hypervitaminose A
- Ewing-Sarkom
- Metastase eines Neuroblastomes
- Hyperphosphatämie
- Trauma oder Kindesmisshandlung
- Osteogenesis imperfecta
- Ehlers-Danlos-Syndrom Arthrochalasie Typ
- Hunter-Syndrom
- Morbus Hurler, Prostaglandin E1-Exposition oder Parotitis.

## Therapie
Die Erkrankung gilt als selbstlimitierend, innerhalb von 6 bis 12 Monaten sistieren die Veränderungen. Allerdings wurden Rezidive beschrieben.
Zur Behandlung in ausgeprägten Fällen können Kortikosteroide eingesetzt werden.

## Aussichten
Die Prognose ist normalerweise gut, da die Veränderungen sich bis zum 2. Lebensjahr spontan zurückbilden. Allerdings kann es manchmal zu späteren Rezidiven kommen. Gelegentlich kann sich bei Erwachsenen Gelenkinstabilität, überdehnbare Haut und ein erhöhtes Knochenbruchrisiko zeigen.